# St. Georg (Gronsdorf)
Die römisch-katholische Filialkirche St. Georg im Stadtteil Gronsdorf von Kelheim (Mühlenweg 29) gehört zur Kelheimer Stadtpfarrei Mariä Himmelfahrt.

## Geschichte
Die Kirche liegt am Fuß des Michelsbergs in einer Senke des Altmühltales. Für den seit dem Spätmittelalter gebräuchlichen Namen Gronsdorf gibt es zwei Herleitungen, die eine kommt von dem heute noch in der bayerischen Mundart gebräuchlichen „gronen“ in der Bedeutung von „murren“, die andere von „gruone“, was so viel wie „grün“ oder „saftig sein“, bedeutet. Aufgrund der Situierung inmitten einer Wiese am Wasser scheint die zweite Herleitung wahrscheinlicher.
Ein Stifter der Kirche ist nicht bekannt, wiewohl das Georgspatrozinium auf eine Gründung durch einen Ritter hinweist (die gotische Wandbemalung enthält auch ein bisher nicht gedeutetes Stifterwappen, s. u.); ein Adelssitz in der unmittelbaren Umgebung ist aber nicht nachweisbar. Dem Baustil nach ist die Kirche im ausgehenden 14. Jahrhundert errichtet worden. Berühmt wurde die Kirche durch die reiche Ausmalung, die auf die Zeit um 1400 zu datieren ist. Erstmals erwähnt wurde sie durch eine Messstiftung Kelheimer Bürger an diese Kirche, die damals den („zwölf Boten“) und dem heiligen Georg geweiht war. Durch die Stiftung eines Hofes bei Schambach und weiterer Güter wurde eine Versorgung mit regelmäßigen Gottesdiensten sichergestellt. 1595 wurde ein neuer Hochaltar gestiftet, für den die Fenster des Innenraums umgestaltet wurden. 1608 wurde die Kirche nochmals besonders ausgestaltet (geschnitzte Madonna, Figuren des Petrus und Paulus, barocke Ausmalung), davon hat sich nichts erhalten. Im Zuge des Dreißigjährigen Krieges wurde die Kirche teilweise verwüstet, zudem endete in dieser Zeit die Eigenständigkeit des hiesigen Benefiziums und die Kirche wurde der Pfarrei Kelheim unterstellt. 1654 bis 1656 wurde laut Kirchenrechnung eine Ausbesserung vorgenommen, wobei die mittleren Chorfenster erweitert und dabei die umrahmenden Malereien teilweise zerstört wurden. Laut der Kirchenrechnung wurden 71 fl. für Malerarbeiten ausgegeben, daher ist es wahrscheinlich, dass eine barocke Neubemalung vorgenommen wurde. Die Verwüstung der Schweden hatte diese Ausbesserungsarbeiten erforderlich gemacht. In der Rokokozeit wurden diese heute nicht mehr vorhandenen Malereien mit einer dicken weißen Tünche zugedeckt.
1912 wurden durch Kooperator Josef Schmid im Chorraum der Kirche umfangreiche gotische Wandmalereien entdeckt und von dem Generalkonservatorium der Bayerischen Denkmalbehörde mit großem Aufwand freigelegt.

## Baulichkeit
Die Kirche ist eine Saalkirche mit einem Steildach, sie besitzt einen stark eingezogenen fünfseitig geschlossenen Chor. Ein geschindelter achtseitiger Turm über dem Westgiebel des Langhauses ist mit einem stumpfen Helm versehen, dieser dürfte in dieser Form im 17. Jahrhundert entstanden sein. In der Westseite finden sich drei gemauerte Strebepfeiler. Die Gebäudekanten der Kirche sind in exaktem Sichtsteinquaderwerk gebaut, die Flächen dazwischen sind verputzt, darunter ist Bruchsteinmauerwerk. Die Kirche ist durch verschiedene Fenster gegliedert; im Westteil der Südwand findet man ein Lanzettfenster, das östliche Fensterpaar mit doppeltem Maßwerk stammt aus der Spätgotik. Die Fenster an den Längsseiten sind wohl um 1595 bei der Gestaltung des neuen Hochaltars eingesetzt worden, zuvor waren die Wände geschlossen. An der Südseite ist das Eingangsportal gelegen, im Scheitel des Bogens des Portals ist in einem vertieften Rechteckfeld ein flaches Reliefkreuz zu sehen.
Der Chor ist außen mit einer Traufkante verziert. Die Fenster gehören unterschiedlichen Zeitphasen an. Das Fenster an der Südwand des Chores ist am aufwändigsten mit einer Maßwerksgliederung gestaltet. In der Nord- und der Südseite ist je ein Lanzettfenster aus der Entstehungszeit der Kirche ausgebrochen.
Der Kirchhof ist ummauert und in die niedrige Mauer ist an der Ostseite eine kleine Kapelle mit einem Satteldach und einer segmentbogigen Öffnung aus dem 18. Jahrhundert eingelassen. Durch ein Bogentor in der Umfriedungsmauer gelangt man zum Eingangsportal der Kirche.

## Innenausstattung
In der Kirche dominiert ein Eindruck des Barocks. Dieser wird durch eine Ansammlung von Bildern und Figuren an den Wänden, den Kanzelbalkon, die Empore mit dem Orgelprospekt und die beiden Nebenaltäre hervorgerufen. Die Kirche besitzt seit ihrer Errichtung im Innenraum eine Flachdecke. Bei der Renovierung von 1950 wurde diese mit einer umlaufenden Hohlkehle stuckiert und mit einer bescheidenen Stuckzier ausgestaltet.
Die Kanzel und beiden Seitenaltäre stammen aus dem beginnenden 19. Jahrhundert. Das Marienbild am nördlichen Seitenaltar zeigt Maria bei der Mantelteilung.  Die Figuren auf dem Altar stellen den hl. Leonhard und den hl. Georg dar, beide stammen aus der Mitte des 18. Jahrhunderts.  Der südliche Nebenaltar zeigt Christus als Schmerzensmann. Auf der Mensa steht eine kleine Figurenszene mit der Hl. Dreifaltigkeit. Links und rechts sind Figuren der Heiligen Petrus und Paulus. Sie haben sich bereits 1630 am Hochaltar befunden. Der freistehende Taufstein wurde im späten 15. Jahrhundert aus Kalkstein gemeißelt. Neben diesem steht ein spätgotischer Opferstock aus Grünsandstein.
Der Chor ist durch einen markanten Chorbogen vom Langhaus abgetrennt. Der Chor ist in zwei Joche unterteilt und durch ein Kreuzrippengewölbe gegliedert. In dem Apsisschlussstein laufen sechs Rippen des Gewölbes zusammen; hier erscheint das Relief „Hand Gottes“ als Symbol für Gottvater. Die Sternenverzierung zwischen den Gewölberippen deutet das Himmelsgewölbe an. Im Chorraum befindet sich der barocke Hochaltar. Sein massiver Unterbau aus Kalkstein stammt noch von dem gotischen Altar. An der Frontseite befindet sich ein heute ungenutztes Sepulcrum, in dem früher Reliquien aufbewahrt wurden. Der Retabelaufbau mit der Predella des Hochaltares entstand im 17. Jahrhundert. Die Altarwand bildet durch zwei Säulen und ein Holzgesims eine Art Torbogen. Das Altarbild zeigt den heiligen Georg als Drachenkämpfer. Im Bild im Altarauszug wird ein Kleriker dargestellt mit einem Verweisgestus auf ein Ziel außerhalb des Bildes. Da eindeutige Attribute fehlen, kann es ikonographisch nicht bestimmt werden.
Die gotische Ausmalung des Chors ist durch ein den ganzen Raum umfassendes weißes Band in zwei Bildzonen gegliedert. Die obere Zone besteht aus den Schildbogenfeldern des Gewölbes, die untere ist eine durchgehende Fläche, die von Fensteröffnungen durchbrochen wird. In den Schildbogenfeldern werden dargestellt die Ölbergszene aus der Passion Christi, dann folgt die  Kreuzigungsdarstellung mit einem für die Gotik typischen Astkreuz, es folgen zwei Propheten, dann das Vera Ikon, das ist der wahre Abdruck des Antlitzes Christi auf dem Schweißtuch der Veronika, dann kommen wieder zwei Prophetenfiguren, die Auferstehung und dann die Noli-me-tangere-Szene im Garten Getsemani. In der Wandzone unter den Schildbögen wird der Abschied der Apostel bzw. die Aussendung der zwölf Apostel dargestellt; es folgt eine Darstellung der Gestalt des Erzengels Michael, dann das (nicht identifizierte) Stifterwappen. Weitere Darstellungen beziehen sich auf den ungläubigen Thomas, den hl. Erhard, den Einzug in Jerusalem und die Geburt Christi.
Weitere Ausstattungsgegenstände sind ein Renaissancebild aus Holz mit dem Lobpreis Mariens, ein Altarkreuz von Ignaz Günther sowie die bereits erwähnte Figurengruppe der Trinität, vermutlich ein Entwurfsmodell aus Wachs für ein größeres Objekt. Im Bodenpflaster neben dem Hochaltar ist der Grabstein eines schwedischen Soldaten aus dem Dreißigjährigen Krieg mit einem stehenden Löwen als Wappen.